# アエテルナエ
アエテルナエ（Aeternae、「永遠」を意味する）は、アレクサンダー大王がインド遠征の際に遭遇した伝説の怪物である。

## 概要
アレクサンダーの軍隊が北インドの平原を通過したとき、頭から鋸歯状の角が生えた怪物と戦って、何人かが殺されたり負傷したりしたという。